# Missão espiritual russa na Coreia

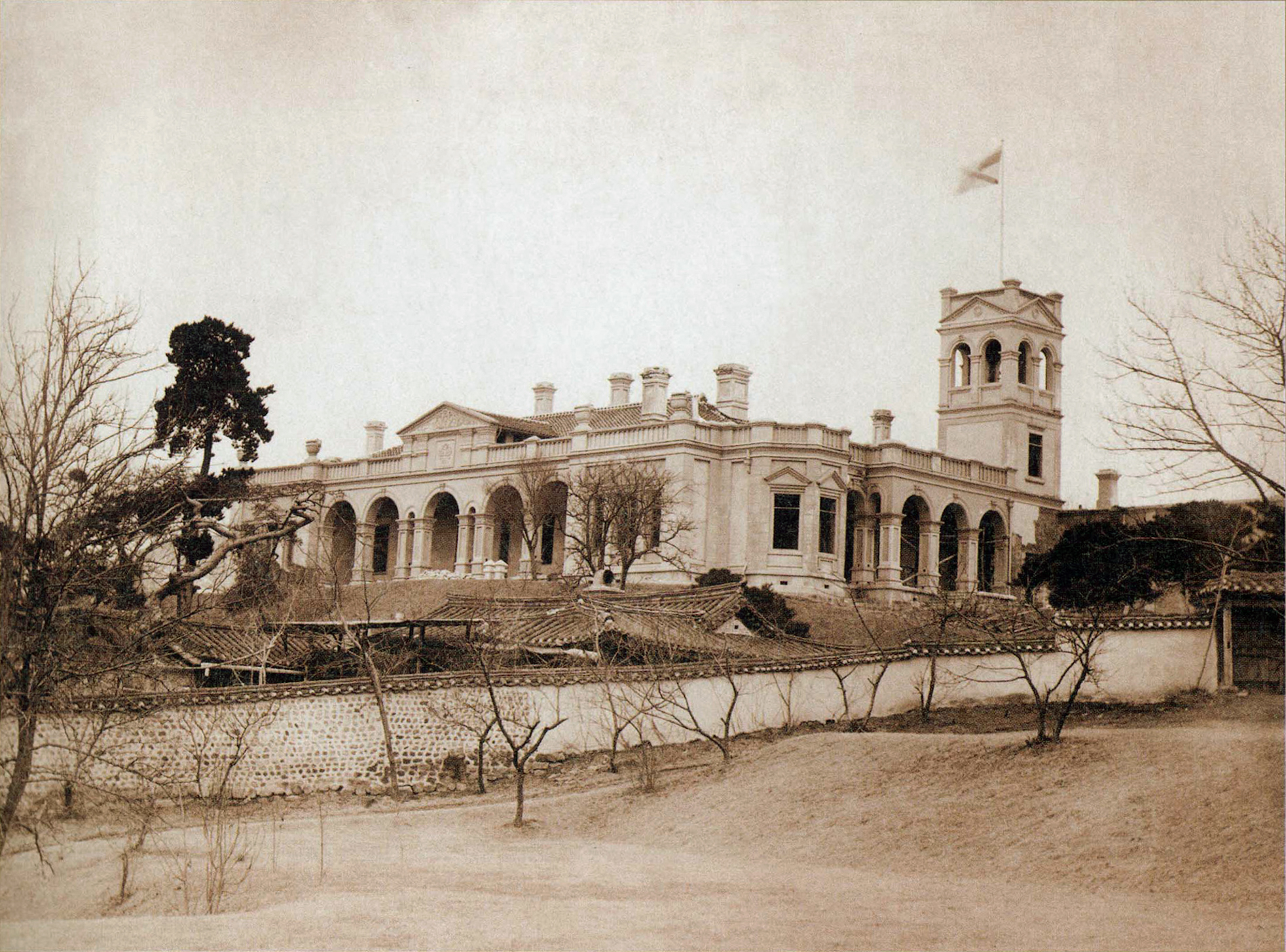
Missão diplomática russa na Coréia, onde uma liturgia ortodoxa foi celebrada pela primeira vez no país.

A Missão espiritual russa na Coreia (em russo:  Русская духовная миссия в Корее) foi uma instituição territorial e administrativa da Igreja Ortodoxa Russa na Coreia que existiu de 1897 a 1949. Em vários períodos, esteve subordinado a vários departamentos episcopais.